# Gato Alquinta
Eduardo Fernando Alquinta Espinoza (Valparaíso, 22 de enero de 1945-Coquimbo, 15 de enero de 2003), más conocido como Gato Alquinta, fue un músico chileno, guitarrista y vocalista de la banda chilena Los Jaivas por casi cuatro décadas. Su gran importancia dentro de la banda lo convirtió en uno de los músicos más célebres de Chile.

## Biografía

### Primeros años
Hijo de Carlos Alquinta y Aurora Espinoza Rojas, comenzó a dedicar tiempo a la música a la edad de 12 años. Aprendió las canciones de Atahualpa Yupanqui sin que su padre se diera cuenta. Conoció a Claudio Parra en el liceo Guillermo Rivera Cotapos de Valparaíso, con quien compartió su afición por el cine. Esta cercanía se transformó en amistad con toda la familia de Claudio y Mario Mutis, otro amigo del clan.
En su juventud fue militante de las Juventudes Comunistas de Chile.

### Comienzos en la música
Para 1963, año en que ingresa a estudiar ingeniería en la Universidad Técnica Federico Santa María, junto con Mario Mutis y los Parra conformaban un combo tropical, que animaba fiestas, llamado The High & Bass. En el grupo, era el guitarrista y uno de los vocalistas de la banda. Posteriormente dejó la carrera de ingeniería para entrar a estudiar arquitectura en la Universidad de Chile, sede Valparaíso, carrera que compartiría con Mario, y que tampoco terminaría.
En 1968, comenzó a considerar de que la música tropical que la banda interpretaba no era compatible con los ideales que intentaban transmitir al público. Por ello, viajó a varios países de América junto con su esposa, a fin de buscar nuevas ideas e inspiraciones para sentar un nuevo componente musical, así posteriormente, al volver a Chile, le sugirió a la banda que debían ser más originales y ser capaces de romper con los esquemas establecidos para dar a conocer sus ideales. La idea fue bien recibida, por lo que adoptaron el nombre de Los Jaivas en 1970, y, previo a la aparición de su primer trabajo oficial, el álbum de estudio El volantín, de 1971, realizaron las grabaciones que luego se publicaron en 2004 en un set de cinco discos llamado La Vorágine.

### Miembro de Los Jaivas

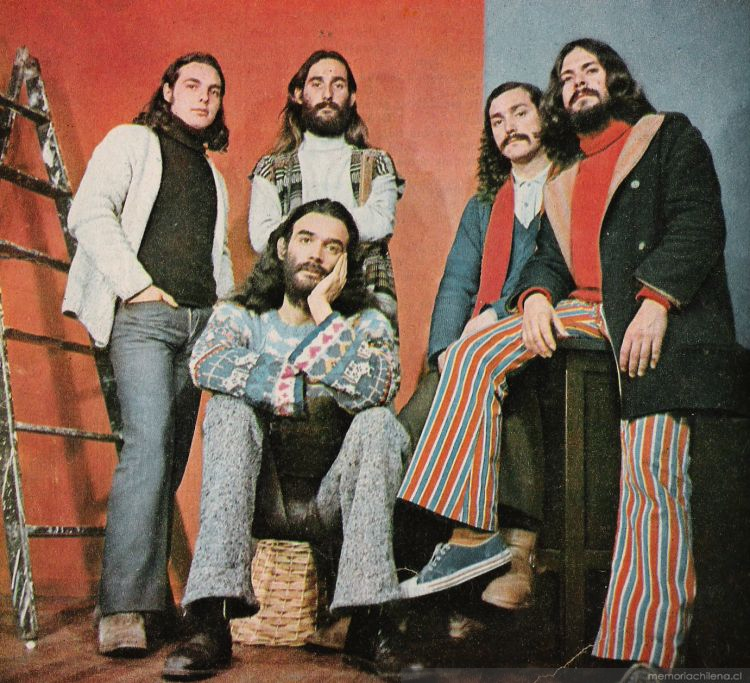
El Gato (derecha) con Los Jaivas en 1972.

El 18 de septiembre de 1971, la banda publicó su primer álbum llamado El volantín, una compilación de canciones improvisadas que mezcla música clásica y folclórica. Este disco, inicialmente incomprendido por el público, con el tiempo adquirió mayor reconocimiento.[cita requerida]
Tras el golpe de Estado en 1973, la banda entera decide huir hacia Argentina, donde continúan con su carrera musical, pero tras la represión del régimen militar en Argentina, tuvieron que partir hacia Francia, donde se radicaron en 1977, en la ciudad de París. A partir de allí, Los Jaivas experimentaban con la música, mediante el uso de la imaginación y las inspiraciones, en donde Alquinta declaró en una ocasión que la canción ''Mira Niñita'', fue inspirado mientras viajaba en micro por la Calle Viana, por lo que al llegar adonde los Parra, hicieron la canción, siendo una de las más populares de la banda.
Posteriormente en octubre de 1981, Los Jaivas crean su álbum más célebre e importante, ''Alturas de Machu Picchu'', en donde varias de sus canciones son inspiradas totalmente en la obra lírica de Pablo Neruda.
Con el paso de los años, mientras Los Jaivas iban innovando en diversos géneros musicales como el rock progresivo, la fusión latinoamericana y el folclore, iba adquiriendo cada vez más fama de forma imparable. Aparte de ser el guitarrista y vocalista de la banda, Alquinta también se dedicó a escribir la letra de varias canciones célebres de la banda como la ya mencionada ''Mira Niñita'', ''Pájaro Errante'', ''Nubecita Blanca'', ''Indio Hermano'', entre muchos otros, razón por la que se convirtió en la figura más conocidas de la banda.
Durante una entrevista por la Revista Vea en 1981, Alquinta declaró que también se dedicaba a fabricar instrumentos musicales, como zampoñas, trutrucas, flautas con cañas recolectadas tanto en Chile como en Argentina y Bolivia. Adicionalmente, dijo que se consideraba un mentholatum dentro de la banda, debido a que cambiaba constantemente de instrumentos.

### Muerte

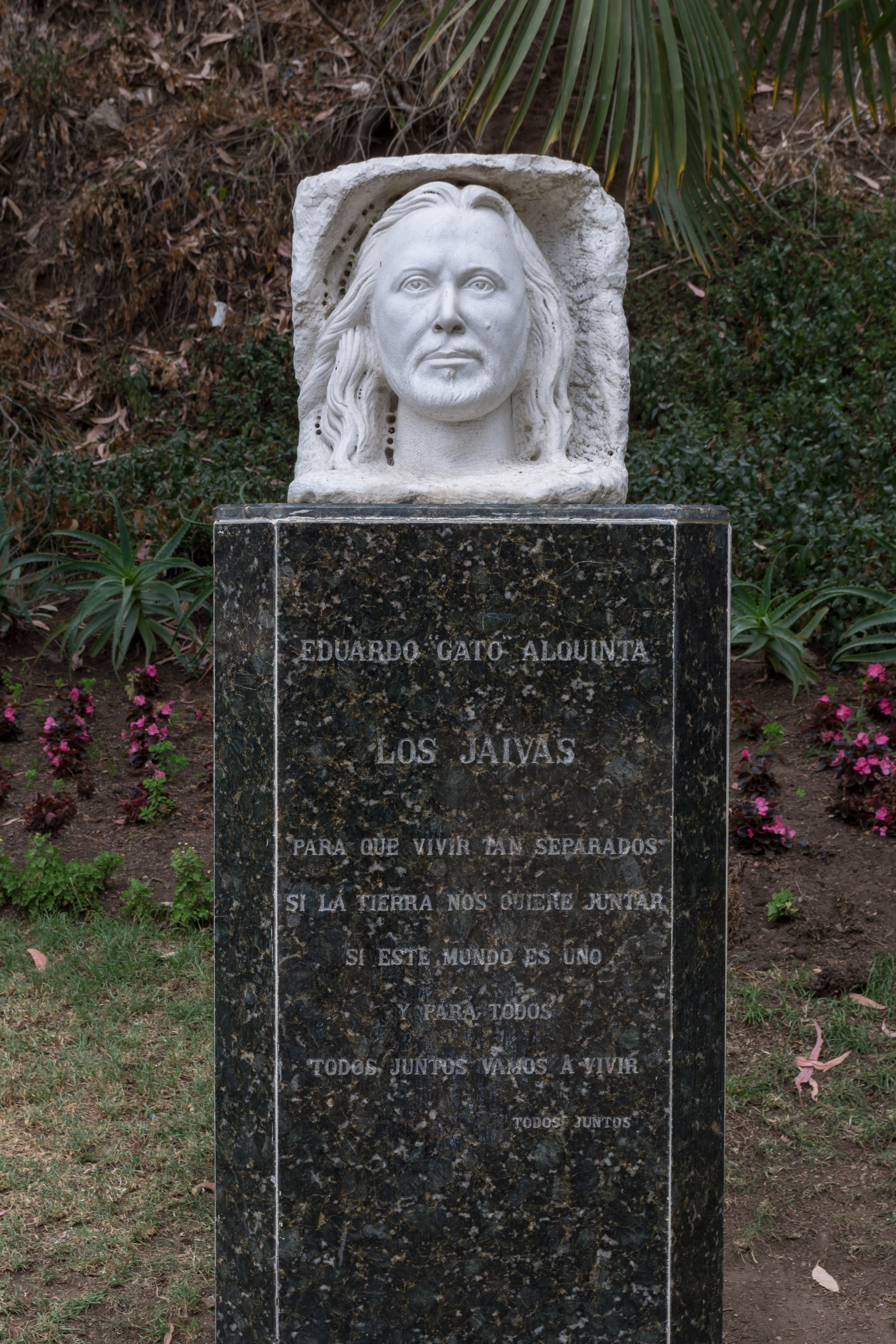
Monumento Gato Alquinta, Quinta Vergara, Viña del Mar.

Mientras estaba de vacaciones con su familia en el complejo turístico Mistral, en la playa La Herradura en Coquimbo, Gato Alquinta perdió el equilibrio en unos roqueríos y cayó al agua en donde permaneció varios minutos. Al ser sacado del agua estaba inconsciente, por lo que fue trasladado al Hospital San Pablo de La Serena, pero a pesar de los esfuerzos por revivirlo, falleció el 15 de enero de 2003 a las 18:45, a la edad de 57 años. Tras una autopsia por parte del Servicio Médico Legal, determinaron que la causa de su muerte fue de un ataque cardíaco. Su funeral fue asistido por más de 500 mil personas en las calles de Santiago de Chile, mientras que su nombre se convirtió en una de las figuras más icónicas de la música chilena.